# Полидипсия
Полидипсия е термин от медицината, който означава патологично повишена жажда, придружена от прекомерен прием на течности. Полидипсията сама по себе си не е заболяване, а неспецифичен симптом на различни медицински разстройства, но е особено характерен за диабета, често като един от началните симптоми или като симптом на пациенти, които пропускат приема на противодиабетичните си лекарства или чието състояние не се повлиява изцяло от лекарствата.
Полидипсията може да се дължи и на промяна на осмолалитета на междуклетъчните флуиди в тялото; на хипокалемия; на намален кръвен обем (какъвто се получава при масирано кръвотечение) и други състояния, които създават воден дефицит в тялото. Полидипсия може да се причинява и от т.нар. „безвкусен“ (инсипиден) диабет (за разлика от захарния). Тя може да се дължи и на отравяне с антихолинергици.
Причина за появата на полидипсия може да е дефицит на цинк в тялото. За цинка е известно, че намалява симптомите на полидипсията, като кара тялото да абсорбира по-ефективно течностите (изразяващо се в отслабване на диарията и поява на запек) и кара тялото да задържа повече натрий.
Комбинацията от полидипсия и повишена диуреза (полиурия), особено през нощта, се наблюддава също при (първичен) хипералдостеронизъм (който често съпътства хипокалемията).
Повишената жажда може да се срещне и при пациенти на лечение с антипсихотици, които могат да имат като страничен ефект сухота в устата.
|  | Тази страница частично или изцяло представлява превод на страницата Polydipsia в Уикипедия на английски. Оригиналният текст, както и този превод, са защитени от Лиценза „Криейтив Комънс – Признание – Споделяне на споделеното“, а за съдържание, създадено преди юни 2009 година – от Лиценза за свободна документация на ГНУ. Прегледайте историята на редакциите на оригиналната страница, както и на преводната страница, за да видите списъка на съавторите. ВАЖНО: Този шаблон се отнася единствено до авторските права върху съдържанието на статията. Добавянето му не отменя изискването да се посочват конкретни източници на твърденията, които да бъдат благонадеждни. |